# Jacob Cremer
Jacob Thedoor Cremer (conocido como Ted Cremer, 1 de abril de 1902-26 de agosto de 1979) fue un deportista neerlandés que compitió en remo como timonel. Ganó una medalla de oro en el Campeonato Europeo de Remo de 1924, en la prueba de ocho con timonel.

## Palmarés internacional
| Campeonato Europeo | Campeonato Europeo | Campeonato Europeo | Campeonato Europeo |
| Año                | Lugar              | Medalla            | Prueba             |
| ------------------ | ------------------ | ------------------ | ------------------ |
| 1924               | Lucerna (Suiza)    | Medalla de oro     | Ocho con timonel   |